# GReeeeeN
もしかして
- GReeeeN

ではありませんか？